# 스터츠 - 마음을 다스리는 마스터
"스터츠 - 마음을 다스리는 마스터"(영어: Stutz)는 2022년에 넷플릭스에서 공개한 미국의 다큐멘터리 영화이다.

## 출연
- 필 스터츠
- 조나 힐